# Літак АН-124 «Руслан» (монета)
Літа́к АН-124 «Русла́н» — пам'ятна монета номіналом 5 гривень, випущена Національним банком України. Присвячена найбільшому у світі за розмірами і вантажопідйомністю літаку АН-124 «Руслан», який випускається серійно та унікальний за своєю транспортною ефективністю.
Монету було введено в обіг 1 червня 2005 року. Вона належить до серії «Літаки України».

## Опис монети та характеристики
| Номінал грн. | Метал      | Маса, грам | Діаметр, мм. | Якість виготовлення       | Гурт     | Тираж, штук |
| ------------ | ---------- | ---------- | ------------ | ------------------------- | -------- | ----------- |
| 5            | нейзильбер | 16,54      | 35,0         | спеціальний анциркулейтед | рифлений | 60 000      |

### Аверс
На аверсі монети в центрі в намистовому колі зображено малий Державний Герб України в оточенні алегоричної композиції із сонця, стилізованого крила, птахів та зірок, що втілює мрію людства досягти космічних висот, та круговий напис — «УКРАЇНА/ 2005/ 5/ ГРИВЕНЬ», а також логотип Монетного двору Національного банку України.

### Реверс

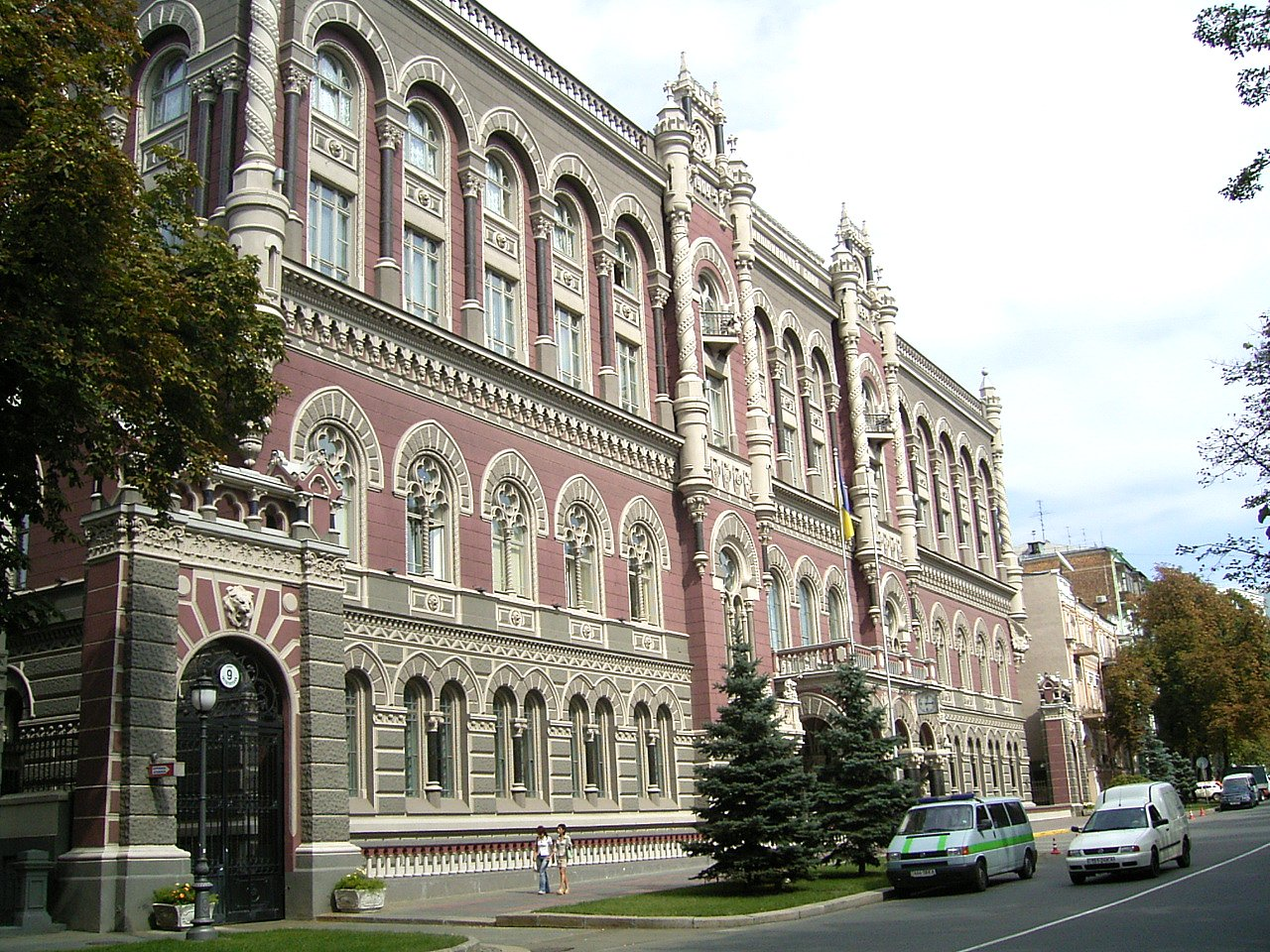
Будівля Національного банку України

На реверсі монети зображено літак АН-124 «Руслан» та між зовнішнім кантом монети і намистовим колом розміщено кругові написи: угорі — «ЛІТАКИ УКРАЇНИ»; унизу — «АН-124 РУСЛАН», між якими розміщено логотип «АН».

## Автори
- Художник — Дем'яненко Володимир.
- Скульптор — Дем'яненко Володимир.

## Вартість монети
Ціна монети — 5 гривень була вказана на сайті Національного банку України в 2011 році.
Фактична приблизна вартість монети, з роками змінювалася так:
| Рік        | 2010 | 2011 | 2012 | 2013 | 2014 | 2015 | 2016 | 2017 | 2018 | 2019 | 2020 | 2021 | 2022 | 2023 | 2024 | 2025 |
| ---------- | ---- | ---- | ---- | ---- | ---- | ---- | ---- | ---- | ---- | ---- | ---- | ---- | ---- | ---- | ---- | ---- |
| Ціна, грн. | 25   | 35   | 40   | 45   | 40   | 50   | 70   | 95   | 120  | 120  | 130  | 150  | 170  | 400  | 450  | 490  |